# Sozialista Abertzaleak
Sozialista Abertzaleak (Socialistes Patriotes) és el nom que va prendre el grup parlamentari format pels diputats escollits per la candidatura d'Euskal Herritarrok en el Parlament basc abans que el seu partit polític, Batasuna, fos il·legalitzat. Quan es va aplicar la llei de partits, el Tribunal Suprem va ordenar al Parlament Basc la dissolució d'aquest grup, demanda presentada pel Partit Popular i pel Partit Socialista Obrer Espanyol. La Mesa del Parlament, i el seu president Juan María Atutxa no ho van fer, negant tenir atribucions per a això. Argumentaven a més que calia distingir entre els partits polítics i els parlamentaris que els representen. Amb el temps els tribunals li van donar la raó.